# Salinella salve
Salinella salve is een soort van zeer eenvoudige dieren die niet met zekerheid bestaat. Het zou de enige soort zijn van de stam Monoblastozoa. Salinella salve werd in 1892 door de Duitse zoöloog Johannes Frenzel in de zoutpannen van Argentinië ontdekt. Frenzel kweekte de diertjes ook in zijn eigen laboratorium.

## Twijfelachtig bestaan
Salinella salve is slecht één enkele keer waargenomen. Hierdoor wordt het bestaan ervan vaak in vraag gesteld. Alle informatie in dit artikel is dus afkomstig van de enige beschrijving van Johannes Frenzel. De soort is nadien nooit weergezien.

## Eigenschappen
Salinella salve is een zeer primitief meercellig organisme.

### Lichaamsbouw[3]
Salinella salve is ongeveer 0,2 mm lang en bestaat uit een enkele laag kubusvormige cellen.
De uiterlijke kenmerken van Salinella salve doen sterk denken aan deze van Zuig- en Trilhaarwormen. De vorm van Salinella salve kan erg variëren, maar vaak zijn ze wat spitser aan de voorkant en meer afgerond aan de achterkant. Om zich voort te bewegen, maken de diertjes gebruik van golfbewegingen, wat ook het geval is bij enkele Trilhaarwormen. Salinella salve gaan zich dus afwisselend uitstrekken en verkorten om zich te verplaatsen. Deze beweeglijkheid is wel erg beperkt vergeleken met de voortbeweging door middel van een zweepstaartje of trilharen. De flexibele voorkant heeft waarschijnlijk een tast- en zoekfunctie.
Salinella salve is aan beide zijden bedekt met trilharen. Deze cilia zijn vooral aanwezig op de rugzijde, rond de mond en rond de anus. (Op deze plaatsen kunnen ook setae (borstels) voorkomen.) Rond de mondopening komen zo'n 15 à 20 trilharen voor die zorgen voor voedseltransport naar de mond die volgens Frenzel steeds geopend is.

### Uitscheidingsstelsel
De darmholte (lumen) van Salinella salve wordt omringd door een enkele laag cellen. Deze laag fungeert zowel als lichaamswand en darmwand. Het darmkanaal van Salinella salve loopt vanuit de mond in een rechte lijn naar de anus.

### Voedsel
Volgens de oorspronkelijke beschrijving van Frenzel is Salinella salve een detrivoor. Het voedt zich dus met afval van andere dode organismen.

### Voortplanting
Salinella salve reproduceert ongeslachtelijk door overlangse splijting van hun lichaam. Hoewel conjugatie van individuen werd vermoed, bestaat er geen bewijs.
Volgens Frenzel gebeurde de paring altijd tussen twee organismen in een holte, waarbij elk organisme een cel afgeeft. Elke cel die uit de holte komt, geeft vervolgens een nieuw individu.
De larven zijn eencellig en hebben een spin-abdominale polariteit.

## Onderzoek
Michael Schrödl (Zoological State Collection in München) is betrokken bij een project om te zoeken naar Salinella in Argentinië.